# Agromyza infusca
Agromyza infusca är en tvåvingeart som beskrevs av Spencer 1959. Agromyza infusca ingår i släktet Agromyza och familjen minerarflugor.
Artens utbredningsområde är Tanzania. Inga underarter finns listade i Catalogue of Life.